# Oxira rufobsoleta
Oxira rufobsoleta là một loài bướm đêm trong họ Noctuidae.